# Tronchón
Tronchón es una localidad y municipio español de la provincia de Teruel situado en la comarca del Maestrazgo, Aragón. Cuenta con 68 habitantes, 36 hombres y 32 mujeres, (INE 1 de enero de 2015) y tiene una extensión de 57,1 km².

## Historia
Tronchón fue reconquistado por Alfonso II y donado posteriormente a Gastón, maestre de la Orden de Sant Redentor, cuya sede se encontraba en Cantavieja. En el año 1212 pasó a la Orden del Temple, con los restantes pueblos que formaban la Baylía: Cantavieja, Villarluengo, La Cañada, La Iglesuela del Cid, Mirambel y La Cuba. El maestre Arnaldo de Castronovo concedió la carta de población en 1272, imponiendo la condición de no poder vender, enajenar, gravar tierras o posesiones del término a personas ajenas al mismo. Tronchón desempeñó un papel fronterizo importante desde su incorporación en 1277 a la Encomienda Templaria de Cantavieja. Como todo el Maestrazgo, pasó diversas vicisitudes y tuvo un papel fundamental en el desarrollo de las guerras de la Independencia y Carlistas. Es, de hecho, en el siglo XIX con las guerras carlistas cuando se populariza el nombre del Maestrazgo, ya que estas sierras se convierten en el baluarte del carlismo alzado en armas, donde destaca la figura del general rebelde Ramón Cabrera, el tigre del Maestrazgo.

## Demografía
Tronchón cuenta con una población de 60 habitantes (INE 2024).
| Gráfica de evolución demográfica de Tronchón entre 1842 y 2021                                                      |
| |
| Población de derecho según los censos de población del INE Población de hecho según los censos de población del INE |

## Administración y política
| Período   | Alcalde                  | Partido     |  |
| --------- | ------------------------ | ----------- |  |
| 1979-1983 | Faustino Rabaza Buj      | UCD         |  |
| 1983-1987 | Jaime Gascón Monserrate  | PP          |  |
| 1987-1991 | Jaime Gascón Monserrate  | PP          |  |
| 1991-1995 | Jaime Gascón Monserrate  | PP          |  |
| 1995-1999 | Jaime Gascón Monserrate  | PP          |  |
| 1999-2003 | Jaime Gascón Monserrate  | PP          |  |
| 2003-2007 | Jaime Gascón Monserrate  | PP          |  |
| 2007-2011 | Jaime Gascón Monserrate  | PP          |  |
| 2011-2015 | José Manuel Molina Mateo | PSOE-Aragón |  |
| 2015-2019 | Roberto Rabaza Grau      | PAR         |  |

| Partido político    | Partido político                                   | 2003   | 2007   | 2011   | 2015   |
| Partido político    | Partido político                                   | Ediles | Ediles | Ediles | Ediles |
|                     | Partido de los Socialistas de Aragón (PSOE-Aragón) | 0      | 1      | 3      | 1      |
|                     | Partido Popular de Aragón (PP)                     | 1      | 0      | 2      | 1      |
|                     | Partido Aragonés (PAR)                             | —      | 0      | 0      | 1      |
| Total de concejales | Total de concejales                                | 1      | 1      | 5      | 3      |

## Gastronomía

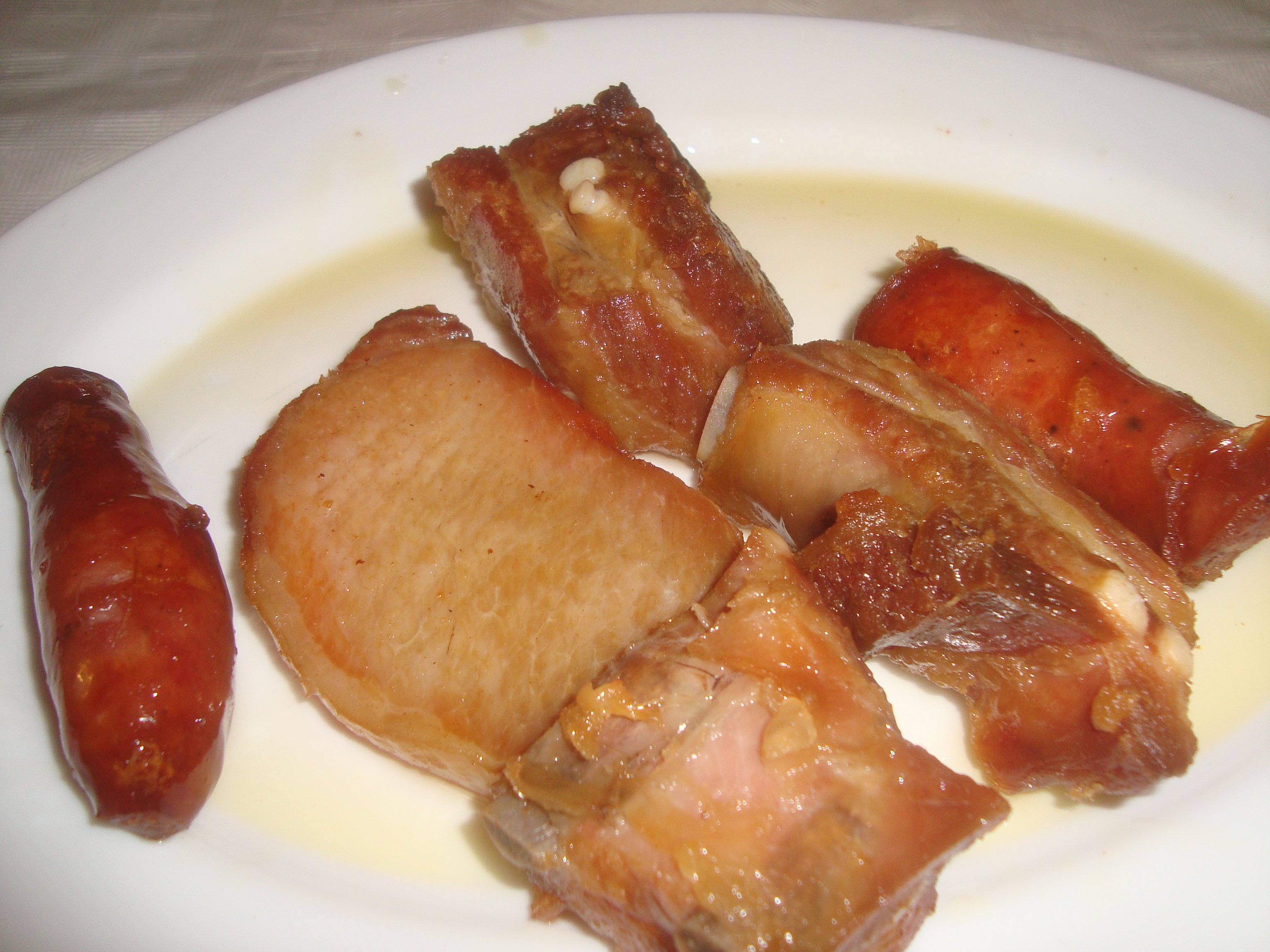
Conserva de carnes de cerdo, frito (Lomo, costilla y longaniza de Aragón), modo de conservación en una orza sumergido el frito en aceite de oliva

En este municipio tiene especial relevancia el famoso queso de Tronchón, elaborado con leche de oveja y cabra, que ya mencionó Cervantes en El Quijote y fue llevado por el conde de Aranda, embajador de España, a la corte francesa, y que se sigue elaborando de manera artesanal.

## Personas destacadas
- Marcos Mateo Conesa (militar, uno de los "últimos de Filipinas")

## Véase también

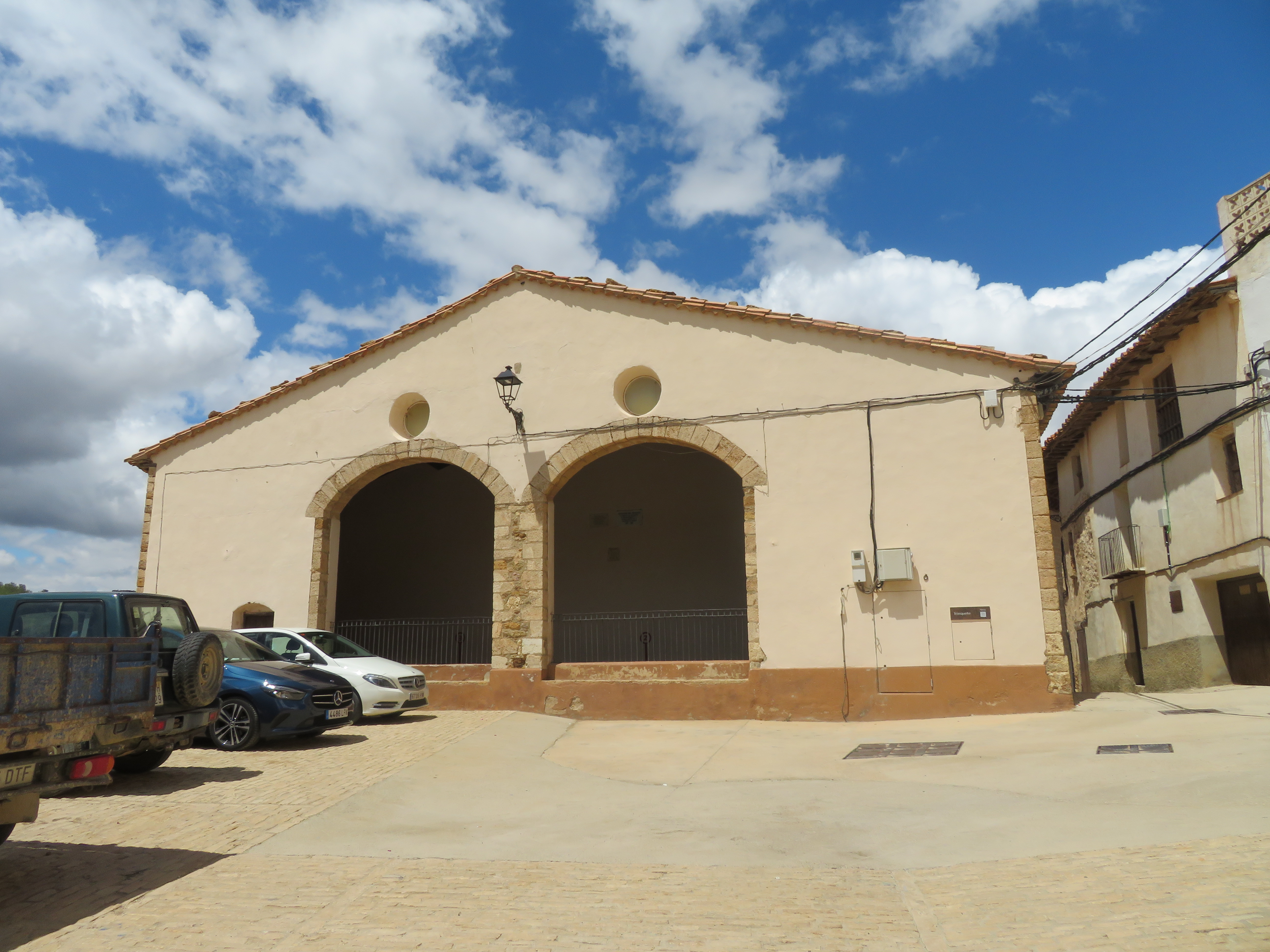
Trinquete para el juego de pelota, fue construido en el año 1907

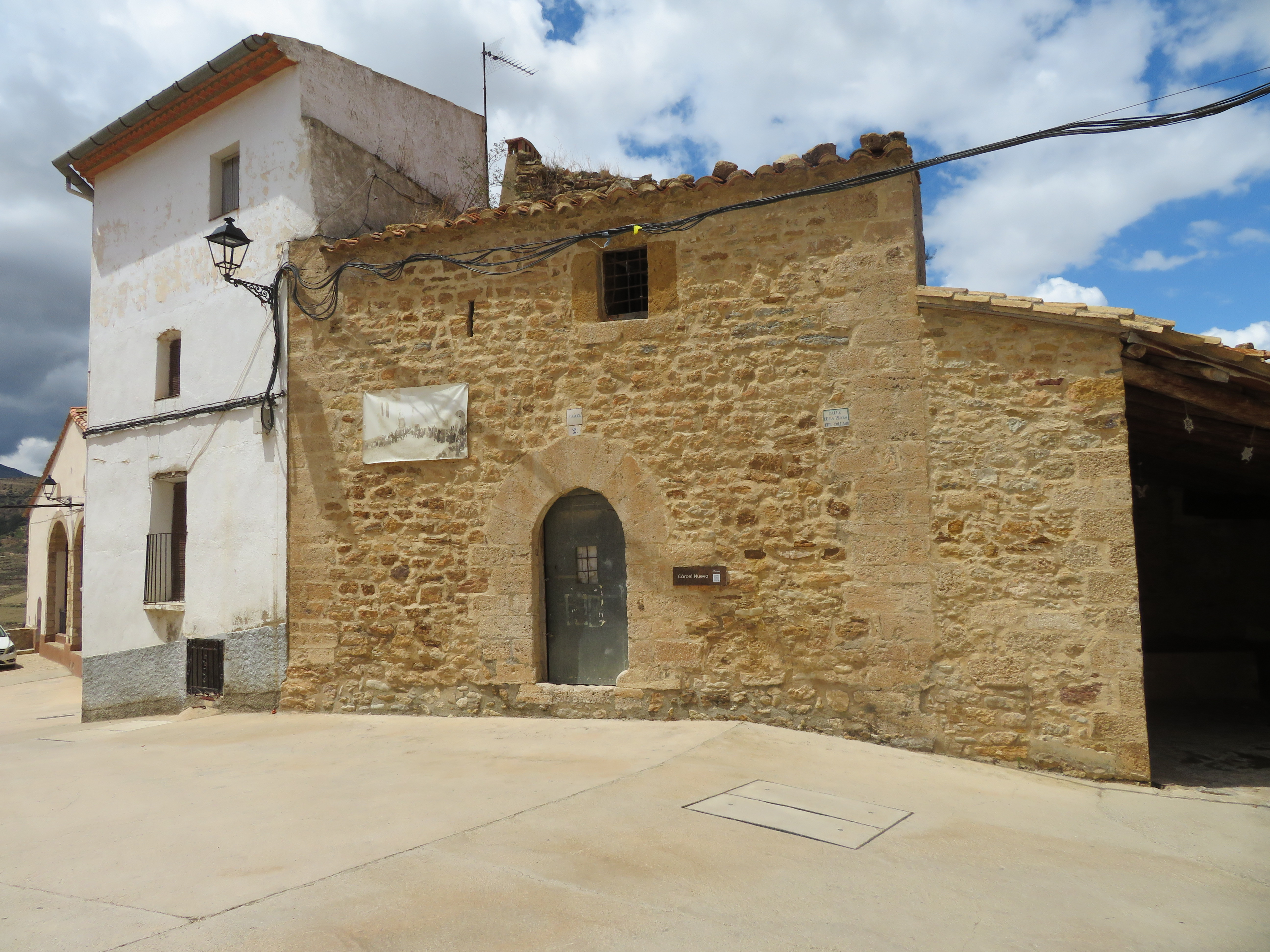
Edificio de la cárcel

## Localidades hermanadas

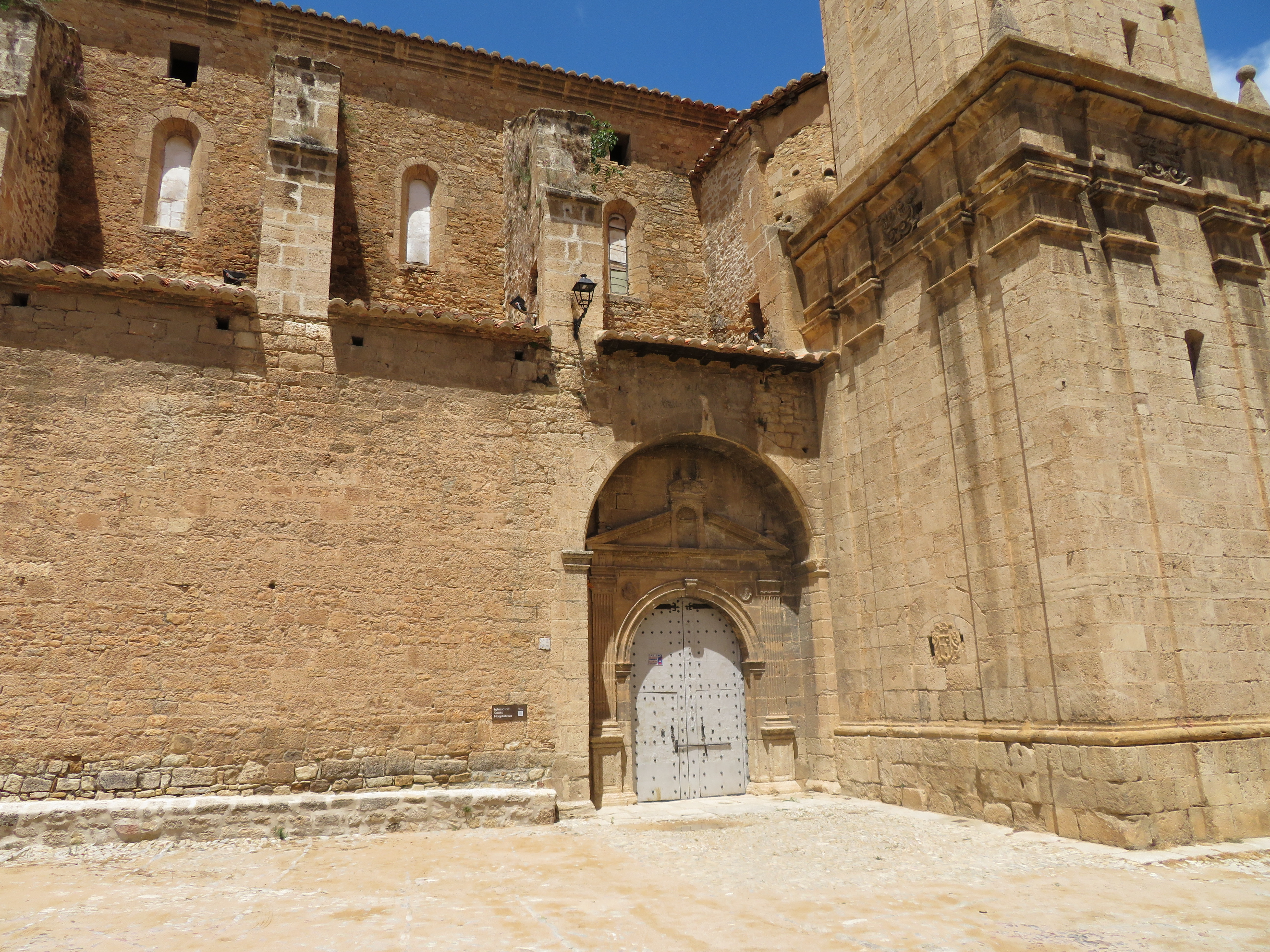
Iglesia parroquial de Santa María Magdalena

- Baler, Filipinas